# Corona (musica)

Il simbolo del punto coronato

La corona, a volte anche detta punto coronato, è un segno usato nella notazione musicale per prolungare la durata di una nota o di una pausa oltre al valore abituale.

## Storia
Il simbolo della corona appare in musica fin dal XV secolo; fu utilizzato già dal compositore franco-fiammingo Guillaume Dufay e dal francese Josquin Desprez. In epoca barocca il segno si trova comunemente utilizzato nei corali e nelle cantate sia di Johann Sebastian Bach sia di altri compositori, posto solitamente alla fine di una frase musicale, per esempio nel corale Wenn ich einmal dalla Passione secondo Matteo, Bach pone la corona più volte all'interno del brano e nel corale Befiehl du deine Wege la corona è posta a prolungamento delle singole frasi musicali e per permettere al coro di prendere fiato. 
Dal XVIII secolo, nel periodo classico, la corona veniva anche usata dal compositore come segno indicativo posto sulla linea di canto (e al tempo stesso su una pausa della compagine orchestrale) per inserire la "cadenza" del cantante o del solista, brano più o meno lungo che spesso veniva improvvisato; la corona qui in pratica significava una sospensione sia dell'accompagnamento sia della direzione musicale. 
In epoca più recente, nel novecento, alcuni autori hanno utilizzato questo simbolo modificandolo anche graficamente per indicarne un diverso valore; Francis Poulenc, ad esempio, a volte ha posto sopra la corona l'indicazione "lunga" o "corta" per prolungare più o meno la durata. Altri compositori contemporanei, come Krzysztof Penderecki o Luigi Nono, hanno ulteriormente variato il simbolo utilizzando un quadrato o un triangolo per indicare durate diverse.

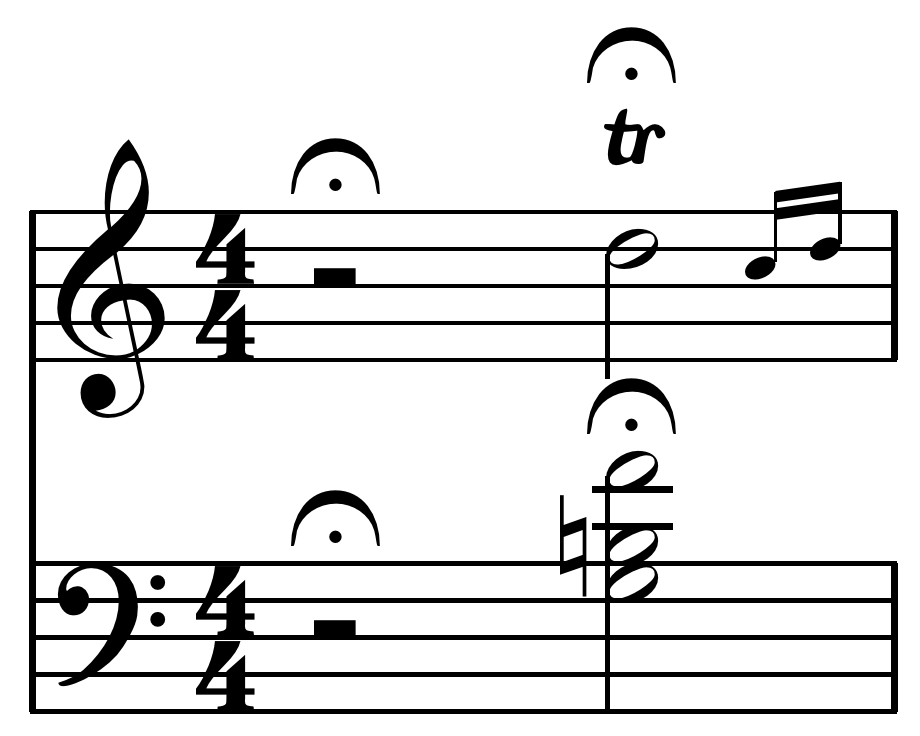
Punto coronato nella cadenza del Concerto n. 3 di Beethoven

## Caratteristiche
La corona è costituita da un punto sormontato da un segno semicircolare e può essere posta sopra o sotto una nota, solitamente proprio sopra la testa della stessa. La durata del prolungamento non è mai specificata ed è a discrezione dell'esecutore, anche se, come indicazione di massima, si ritiene per convenzione che la corona prolunghi il valore della nota del suo doppio. In linea di massima il simbolo si mette alla fine di un brano, o di una sua sezione, o di una frase musicale, o anche all'interno di una cadenza. Si trovano esempi particolari in diversi momenti storici della scrittura musicale; in Josquin Desprez nel mottetto Tu solus qui facis mirabilia la corona è posta più volte all'interno del brano, anche in battute successive;  Stravinskij ne La sagra della primavera pone una corona proprio sulla nota iniziale suonata ad libitum dal fagotto in un registro sovracuto.